# 11965 Catullus
11965 Catullus este o planetă minoră (asteroid) din centura de asteroizi. A fost descoperită pe 12 august 1994 la Observatorul European Austral de Eric Walter Elst și a fost numită după Gaius Valerius Catullus. 
Obiectul prezintă o orbită caracterizată de o semiaxă mare de 2,9056907 UAi, o excentricitate de 0,22, o înclinație de 11,00771 ° în raport cu ecliptica.